# کشتی نوح پدر
کشتی نوح پدر (به انگلیسی: Father Noah's Ark) یک فیلم کوتاه انیمیشن از سری کارتون‌های سمفونی احمقانه محصول سال ۱۹۳۳ دیزنی و براساس داستان کشتی نوح است . موسیقی این فیلم 12 Contrananses اثر لودویگ فان بتهوون می‌باشد. 